# Генрих де Бомон, 1-й граф Уорик
Генрих де Бомон (англ. Henry de Beaumont) или Генрих Ньюбургский (англ. Henry de Newburgh, фр. Henry de Neufbourg; около 1048 — 20 июня 1119) — 1-й граф Уорик с 1088, сеньор Ле-Нёбура с 1094, феодальный барон Гауэра примерно с 1107 года, один из самых влиятельных англонормандских магнатов во время правления Вильгельма II Рыжего и Генриха I Боклерка, сын нормандского барона Рожера де Бомона и Аделины де Мёлан.
Генрих де Бомон происходил из нормандского рода Бомонов. Хотя его старший брат Роберт сражался в битве при Гастингсе, нет никаких доказательств, что Генрих участвовал в нормандском завоевании Англии. Он был близким другом ставшего в 1087 году английским королём Вильгельма II Рыжего, от которого за помощь в подавлении восстания баронов в 1088 году получил богатые владения в Англии, а также титул графа Уорика. После смерти отца в 1094 году он унаследовал часть его владений в Нормандии, включая сеньорию Нёбур, от англизированного названия которой он и его потомки часто называются с родовым прозванием «Ньюбургский». После смерти Вильгельма II Генрих сыграл важную роль во вступлении на английский престол Генриха I Боклерка, став его советником. В знак признательности новый король около 1107 года передал Генриху баронию Гауэр в Уэльсе. В 1118 году он отправился в Нормандию, став монахом в родовом аббатстве Сен-Пьер-де-Пре, где и умер в следующем году.

## Происхождение
Генрих происходит из знатного нормандского рода Бомонов, находившегося в родстве с герцогами Нормандии. Его предком был Турольд (ум. после 1040), сеньор Понт-Одемера, сын норманна Торфа, барона Турвиля, которого историк Жак Ле Мао отождествил с тестем Роберта Датчанина Турсилем Богатым, владевшим землями в долине Сены. Турольд согласно Гильому Жюмьежскому был женат на Веве, сестре Гунноры де Крепон, жены герцога Ричарда I. Он был одним из воспитателей Вильгельма Завоевателя и был убит во время его малолетства. Его сын Онфруа де Вьель имел ряд владений, раскиданных по Нормандии, которые в основном были образованы из церковных земель, захваченных герцогами Ричардом I и Ричардом II. Его сын Роджер Бородатый (ум. 29 ноября 1094) построил замок Бомон-ле-Роже, который дал название династии. Историк Джеймс Планше называл его «самым знатным, богатым и доблестным бароном Нормандии, и самым верным и преданным другом герцогской фамилии». Роджер женился на Аделине, дочери Галерана III, графа Мёлана, и благодаря этому браку в 1080 году унаследовал Мёлан. В браке у него родилось трое сыновей, в том числе и Генрих. Роджер был верным соратником Вильгельма Завоевателя, хотя в отличие от старшего сына сам он не принимал участия в завоевании Англии, будучи одним из регентов Нормандии во время отсутствия герцога.

## Молодые годы
Генрих де Бомон родился около 1048 года. Он был вторым из трёх сыновей Роджера де Бомона и Аделины де Мёлан. Его старшим братом был Роберт де Бомон (ок. 1046 — 5/6 июня 1118), унаследовавший позднее большую часть отцовских владений в Нормандии и графство Мёлан, а в Англии получивший богатые владения и титул графа Лестера; ещё один брат, Обри (ум. 1112), избрал церковную карьеру.
Впервые в источниках Генрих появляется незадолго до 1066 года. Нет никаких свидетельств того, что Генрих участвовал в завоевании Англии, хотя его старший брат указывается среди участников битвы при Гастингсе. Ордерик Виталий упоминает, что Генрих в 1068 году был назначен констеблем Уорикского замка, построенного во время похода армии Вильгельма Завоевателя на север и представлявшего собой в то время достаточно примитивную постройку типа «мотт и бейли». Однако достоверность этого известия проверить невозможно: Ордерик писал свой труд более 50 лет спустя, возможно, что эти сведения он приводит ретроспективно, поскольку Генрих позже был графом Уорика. В созданной в 1086 году «Книге Страшного суда» отсутствуют какие-то упоминания о том, что у Генриха были какие-то владения в Англии. Скорее всего юность он провёл во Франции. При дворе Вильгельма Завоевателя он появился только в 1070-х годах, причём неизвестно, было это в Нормандии или Англии.
Около 1079 года он сопровождал своего дядю, графа Мёлана Гуго III в аббатство Сен-Пьер-де-Пре в Нормандии. В 1080-х годах он подружился со вторым сыном Вильгельма Завоевателя — Вильгельмом Рыжим, который после смерти отца в 1087 году стал королём Англии. Эта дружба стала основой для будущего процветания Генриха. Известно, что в 1081 году он сыграл решающую роль в примирении Вильгельма Завоевателя с его старшим сыном Робертом Куртгёзом, чем заслужил особое расположение короля. По свидетельству Ордерика Виталия Генрих де Бомон завоевал почёт своей «отвагой и верностью».

## Граф Уорик

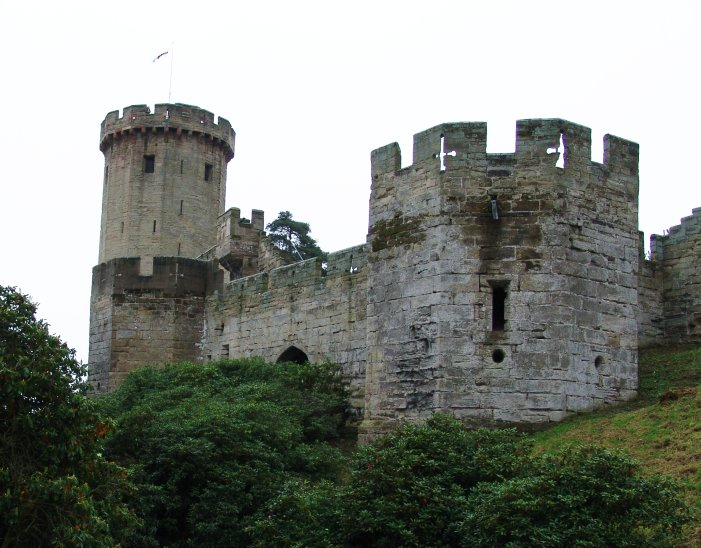
Уорикский замок

В 1087 году умер Вильгельм I Завоеватель. Новым королём Англии стал его второй сын, Вильгельм II Рыжий, в то время как Нормандия досталась старшему, Роберту Куртгёзу. По сообщению хронистов, Генрих де Бомон был одним из главный сторонников нового английского короля. Во время восстания баронов 1088 года, недовольных разделением Англонормандской монархии, Генрих де Бомон был одним из немногих аристократов, сохранивших верность королю Вильгельму II. Он представлял интересы Вильгельма в судебном преследовании епископа Дарема Гильома де Сен-Кале, поддержавшего восстание.
Именно за помощь в подавлении этого мятежа Вильгельм II, вероятно, не позднее лета 1088 года выделил Генриху обширные земли в Средней Англии и даровал ему титул графа Уорика. В состав владений нового графа вошла большая часть Ратленда, значительная часть поместий покойного Гильома Фиц-Осберна, отошедших к короне в 1075 году, а также большая часть королевских земель в районе Уорика. Также в пользу Генриха был вынужден отказаться от части своих английских владений (в Уорикшире и южном Лестершире) его старший брат Роберт. Эти земли стали ядром графства Уорикшир. Их отец в это время был жив, возможно, что именно он выступал в качестве арбитра в разделе этих владений. Это сделало его одним из наиболее богатых англонормандских баронов, хотя по своему влиянию и роли в государственной администрации Генрих находился в тени своего старшего брата Роберта. Также после смерти отца Генрих получил часть его владений в Нормандии, в первую очередь сеньорию Ле-Нёбур (фр. Le Neubourg). От англизированного названия этого владения в генеалогических источниках Генрих и его потомки иногда упоминаются с родовым прозванием «Ньюбургский» (англ. de Newburgh). Кроме того, несколько баронов в Уорикшире были переподчинены, став арендаторами графа Уорика, что было достаточно уникально для Англии того времени. В дальнейшем подобное нередко происходило при создании новых графств.
Первые действия нового графа отражены в записях Абингдонского аббатства, причём в них есть указания на характер Генриха. Сообщается, что он не терял времени на изучение и отстаивание своих прав на владения, которые мог бы получить. Аббатство заплатило графу Уорику золото, чтобы сохранить его расположение и не дать ему присоединить владения в Честертоне и Хилле в Уорикшире.

## Последние годы и смерть

Барония Гауэр

По сообщению хрониста Уильяма Мальмсберийского, Генрих сыграл важную роль во вступлении на английский престол Генриха I Боклерка после смерти в 1100 году его старшего брата Вильгельма II. Благодаря этому граф Уорик получил новые владения: около 1107 года король передал ему баронию Гауэр, занимавшую полуостров Гауэр на юго-западе Гламоргана в Уэльсе. Эта барония представляла собой осколок вассального от Англии королевства, управляемого валлийским вождём Хиуэл ап Горонуи (ум. 1106). В новых владениях Генрих построил замок Суонси.
Генрих входил в состав королевского двора как минимум до 1115 года. После 1115 года он посещал свои владения в Уорикшире только один раз, но к этому времени, вероятно, его здоровье ухудшилось. В 1118 году от отплыл из Англии в Нормандию, где стал монахом в родовом аббатстве Сен-Пьер-де-Пре и умер 20 июня 1119 года. Похоронен он был там же в здании капитула.

## Наследство
Жена Генриха, Маргарита, которая была дочерью Жоффруа II, графа де Мортань-дю-Перш, и Беатрисы де Руси надолго пережила мужа. Она умерла после 1156 года. Владения же Генриха были разделены между его сыновьями, возможно, это было сделано после его отречения в 1118 году. Его английские владения, включая титулы графа Уорика и барона Гауэра, получил старший из сыновей, Роджер де Бомон. Нормандские владения получил второй сын, Роберт, который в 1154—1159 годах управлял Нормандией от имени короля. Из остальных сыновей Ротру де Бомон избрал духовную карьеру; позже он сначала стал епископом Эврё, а потом — архиепископом Руана.
Генрих известен покровительством нескольких нормандских монастырей, а также основал августинский монастырь Гроба господня в Уорике. Кроме того, он покровительствовал ряду светских колледжей в Уорике и Уэлсборне.
Английские хронисты в целом положительно оценивают личность Генриха. Уильям Мальмсберийский называет его «человеком чести и великой добродетели». При этом он отмечает жизнелюбие и приветливый нрав графа Уорика, хотя и указывает на то, что он был менее тонким и проницательным, чем его старший брат Роберт.

## Семья и дети
Жена: Маргарита дю Перш (ум. после 1156), дочь Жоффруа II, графа де Мортань-дю-Перш, и Беатрисы де Руси. Дети:
- Роджер де Бомон (ум. 12 июня 1153), 2-й граф Уорик и феодальный барон Гауэр с 1118[9];
- Роберт де Нёбур[англ.] (ум. 1159), сеньор де Нёбур, сенешаль и управляющий Нормандией в 1154—1159 годах[16];
- Ротру де Бомон[англ.] (ум. ок. 27 ноября 1183), епископ Эврё в 1140—1165, архиепископ Руана с 1165, юстициарий и стюард Нормандии;
- Жоффруа де Бомон[9];
- Генрих де Бомон[16].